# Pieve San Ghjuvanni du Ponte a u Larice d'Altiani
La Pieve San Ghjuvanni du Ponte a u Larice est un édifice religieux médiéval situé sur le territoire de la commune d’ Altiani dans le département de la Haute-Corse. 

## Localisation

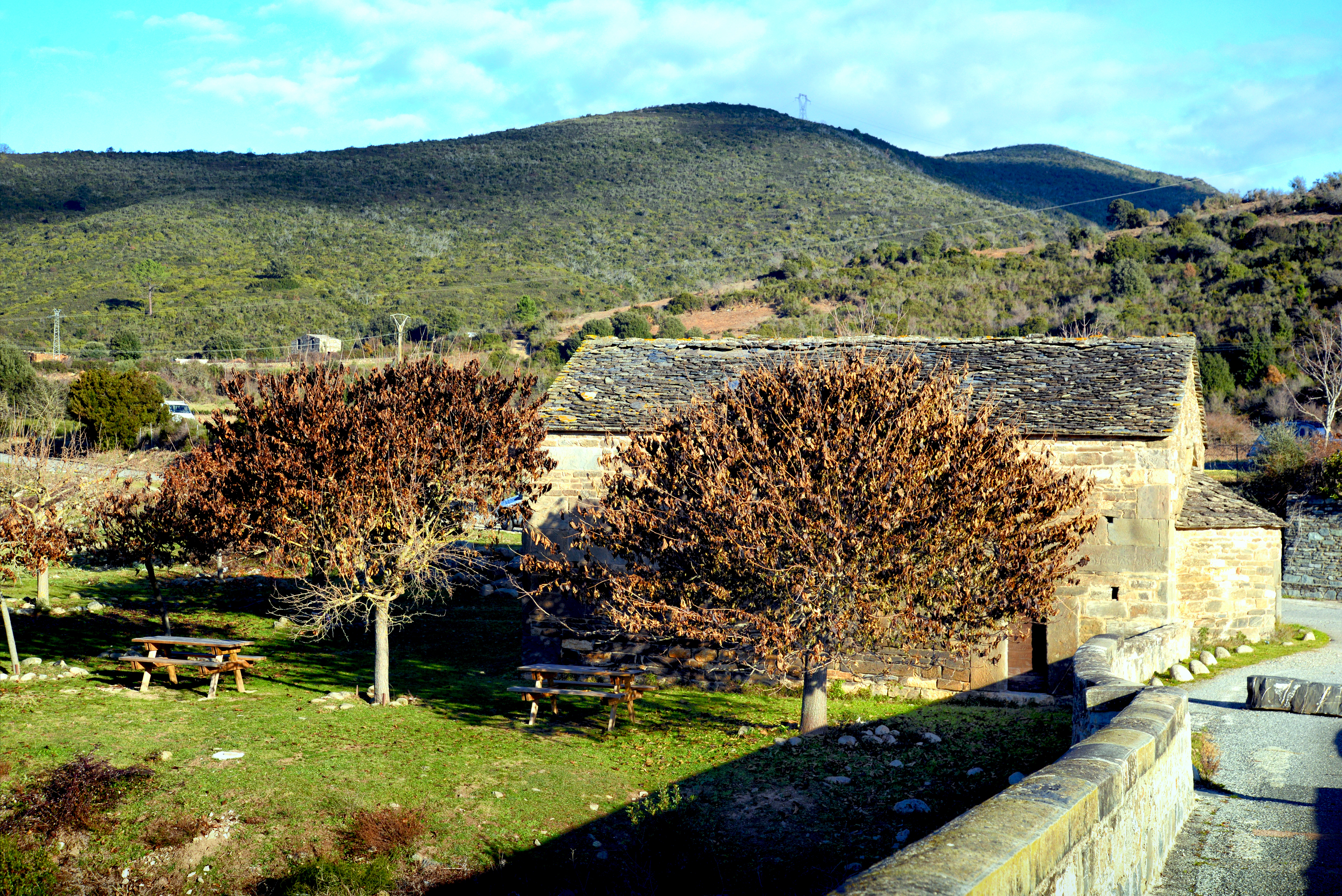
La chapelle San Ghjuvanni vue depuis le pont'à u laricciu.

Au lieu-dit « Pont d’Altiani » sur le Tavignano, à la jonction des routes D314 pour Altiani, et la Rogna, et route territoriale 50, entre Aléria et Corte, se trouve un petit ensemble monumental composé de l’église San Giovanni et d’un pont.
San Ghjuvanni du Ponte a u Larice était la Pieve (église principale) de la Rogna, autrefois pieve de l'ancien diocèse d'Aléria.

## Patrimoine
La chapelle Saint-Jean (San Giovanni), propriété de la commune, est classée Monument historique par arrêté du 14 janvier 1977.